# Erakovići
Erakovići (en serbe cyrillique : Ераковићи) est un village du sud du Monténégro, dans la municipalité de Cetinje.

## Démographie

### Évolution historique de la population[1]
| 1948 | 1953 | 1961 | 1971 | 1981 | 1991 | 2003 |
| ---- | ---- | ---- | ---- | ---- | ---- | ---- |
| 242  | 241  | 220  | 196  | 181  | 129  | 113  |